# (467092) 2016 EU9
(467092) 2016 EU9 es un asteroide perteneciente al cinturón de asteroides, descubierto el 2 de diciembre de 2004 por el equipo Spacewatch desde el Observatorio Nacional de Kitt Peak (Arizona, Estados Unidos).